# Прайс, Джордж Кэдл
Джордж Кэдл Прайс  (15 января 1919 — 19 сентября 2011) — первый премьер-министр Белиза, был одним из главных борцов за независимость страны.

## Биография
Родился в Белизе в семье Уильяма и Ирэн Прайс, урождённой Эскаланте. Прайс был набожным католиком и учился на священника в семинариях в Миссисипи и Гватемале. Занялся политикой в 1947 году, когда был избран в состав городского совета Белиза. Три года спустя, 29 сентября 1950, основал Народную партию, которую он возглавлял на протяжении четырёх десятилетий и которая достигла политической и экономической независимости от Великобритании, как известно, Белиз был колонией Британский Гондурас.

## Образование и начало политической деятельности
Получил образование в Колледже Сент-Джон (SJC), Белиз. По окончании Прайс был нанят местным бизнесменом Робертом Сидни Тертоном в качестве его личного секретаря. Прайс объединил несколько выпускников SJC, некоторые из них позднее стали членами ПНП, которые участвовали в выборах в 1944 и 1947 годах в местном городском совете.

## Дальнейшая политическая карьера
Прайс в 1950 году стал помощником секретаря, а в знаменитой речи в том же году заявил, что «Национальное единение» есть цель его партии. Тем временем рост цен был важнейшей проблемой в экономике. Прайс стал лидером партии после прений в руководстве в 1956 году.
Избран в Законодательный Совет колонии в 1954 году, кроме того, он являлся мэром города Белиз в период с 1956 по 1962 год. В 1956 г. Прайс стал также лидером партии ПНП. Как премьер-министр, должность которого он занимал с 1961 года, он возглавлял правительство, которое начало переговоры о независимости с Великобританией. Он был переизбран премьер-министром в 1964 году.
В 1981 году Белиз обрел независимость, и Прайс стал первым премьер-министром страны и министром иностранных дел до 1984 года. После поражения ПНП на выборах 1984 года от Объединенной демократической партии и её лидера Мануэля Эскивеля, он был в оппозиции, пока не вернул себе пост премьер-министра в 1989 году, на котором работал до 1993 года, когда он снова был сменен Эскивелем.
В 1982 г. Прайс стал членом Тайного совета Соединенного Королевства. В октябре 1996 года он объявил о своем уходе с поста лидера партии, и 10 ноября 1996 его официально сменил Саид Муса.

## Награды
В сентябре 2000 года Прайс стал первым человеком, который получил высшую награду Белиза, Орден Национального Героя, так как он сыграл ведущую роль и добился независимости для своей страны. Он получил аналогичные награды в других карибских и центральноамериканских странах.